# Research Organization Registry
Research Organization Registry (ROR) is een dataset die door een gemeenschap wordt onderhouden en bevat gegevens over onderzoeksinstellingen wereldwijd.
Initieel is in 2019 de dataset gevuld met gegevens van 91.000 onderzoeksintellingen uit de Global Research Identifier Database (GRID). Op 12 juli 2021 werd bekend dat ROR de functie van leidende open organisatie-identifier van GRID zal overnemen.
De dataset bevat naast een eigen ROR-identificatiecode (Wikidata eigenschap P6782) de volgende identifiers:
- GRID
- ISNI
- Crossref Funder ID
- Wikidata

Gegevens kunnen opgevraagd worden via een API. Alle ROR-ID's en metagegevens worden verstrekt onder de Creative Commons CC0 1.0 Universal Public Domain Dedication.

## Voorbeeld
KNMI in De Bilt wordt aangeduid met https://ror.org/05dfgh554